# Brauerei Frischeisen
Die Brauerei Frischeisen ist eine Bierbrauerei im niederbayerischen Affecking, einem Stadtteil der Stadt Kelheim, einer Stadt im gleichnamigen Landkreis Kelheim. Bereits seit 1851 befindet sie sich in Familienbesitz. Die Brauerei hatte 2008 eine Jahresproduktion von 7000 Hektolitern. Zu ihr gehören auch ein gleichnamiger Gasthof und ein Hotel.

## Produkte
Die Produktpalette umfasst die Biersorten Urtyp Hell. Märzen, Pils und Affeckinger Schloß-Dunkel.